# Az Amerikai Egyesült Államokban 1976 óta kivégzett nők listája
Ez az Amerikai Egyesült Államok területén 1976 óta legálisan kivégzett nők listája. Mióta 1976-ban a Gregg v. Georgia ügy kapcsán a Legfelsőbb Bíróság újra engedélyezte a halálbüntetés kiszabását, összesen tizennyolc nőn hajtották végre a halálos ítéletet, ez mindössze 1,08%-a az azóta végrehajtott 1480 kivégzésnek az Egyesült Államokban.

## Az Egyesült Államok területén kivégzett nők listája 1976 óta
| Sorszám | Kivégzés dátuma      | Név                   | Rassz  | Életkor a kivégzéskor | Életkor a bűncselekmény idején | Állam                        | Kivégzés módja | Bűncselekmény | Megjegyzés | Forrás |
| ------- | -------------------- | --------------------- | ------ | --------------------- | ------------------------------ | ---------------------------- | -------------- | --- | --- | ------ |
| 1.      | 1984. november 2.    | Velma Barfield        | Fehér  | 52                    | 45                             | Észak-Karolina               | Méreginjekció  | Szeretője meggyilkolása miatt ítélték el, de további négy gyilkosságot is beismert. Áldozatait arzénnal mérgezte meg. Gyanúsított két férje megölésében is. | Velma Barfield volt az első nő a világon, akit méreginjekcióval végeztek ki. | [ 2 ]  |
| 2.      | 1998. február 3.     | Karla Faye Tucker     | Fehér  | 38                    | 23                             | Texas                        | Méreginjekció  | Akkori barátja, Daniel Ryan Garrett segítségével csákánnyal agyon vert és kirabolt egy másik párt. | Karla a börtönben megtért a keresztény hitre, és megbánta bűneit. Kivégzése nemzetközi szintén is megosztotta a közvéleményt. Bűntársa, Daniel Garrett szintén halálbüntetést kapott, de ő természetes halállal halt meg, még mielőtt végrehajthatták volna az ítéletet. | [ 3 ]  |
| 3.      | 1998. március 30.    | Judy Buenoano         | Fehér  | 54                    | 28                             | Florida                      | Villamosszék   | Első férjét arzénnal megmérgezte, és felvette az életbiztosítási összeget. Emellett megvádolták korábbi partnere és saját fia megölésében is, valamint azzal, hogy felrobbantotta a vőlegénye autóját. A bíróság további 12 év börtönbüntetést is kiszabott rá gyújtogatásért és csalásért. | Súlyosbító körülményként merült fel, hogy a meggyilkolt első férje, James Goodyear az Air Force őrmestere volt. | [ 4 ]  |
| 4.      | 2000. február 24.    | Betty Lou Beets       | Fehér  | 62                    | 46                             | Texas                        | Méreginjekció  | Lelőtte a negyedik és az ötödik férjét, valamint a második és a harmadik férjét is megpróbálta megölni. | Betty önvédelemre hivatkozott a tárgyalás során, illetve saját gyermekeire is terhelő vallomást tett. Egyik rabtársa, Brittany Holberg, akit egy 80 éves férfi meggyilkolása miatt ítéltek halálra, szintén kiállt Betty ártatlansága mellett. | [ 5 ]  |
| 5.      | 2000.május 2.        | Christina Marie Riggs | Fehér  | 28                    | 26                             | Arkansas                     | Méreginjekció  | Kálium-kloriddal megmérgezte, majd párnával megfojtotta két kisgyermekét. Ezután öngyilkosságot kísérelt meg gyógyszertúladagolással. Elmondása szerint azért ölte meg gyermekeit, mielőtt maga ellen fordult, hogy a halála után ne válasszák szét őket, mint ahogy vele és testvéreivel tették gyermekkorában. | Tárgyalása során kérdések merültek fel arról, hogy a mentális betegségekkel küzdő Christina felelősségre vonható-e a tetteiért, erről mind a mai napig vita folyik. | [ 6 ]  |
| 6.      | 2001.január 11.      | Wanda Jean Allen      | Fekete | 41                    | 29                             | Oklahoma                     | Méreginjekció  | Lelőtte a leszbikus szeretőjét, a 29 éves Gloria Jean Leatherst, mert az szakított vele. Korábban már elítélték az akkori barátnője halálának ügyében. | A nő Borderline személyiségzavarban szenvedett, emiatt a közvéleményben erős ellenállást váltott ki a kivégzése. Leathers több családtagja is az elkövető büntetésének enyhítését követelte. | [ 7 ]  |
| 7.      | 2001. május 1.       | Marilyn Plantz        | Fehér  | 40                    | 27                             | Oklahoma                     | Méreginjekció  | Szeretője és annak barátja segítségével megölette a férjét, hogy megszerezze az életbiztosítási pénzét. Az áldozatot Marilyn bűntársai összeverték, majd élve elégették. | Többek szerint nem megfelelő módon hajtották végre az ítéletet. Állítólag nem megfelelően adagolták Marilyn vénájába a tiopentál-nátriumot, emiatt a kivégzése hosszabbra nyúlt az elvárható időtartamnál. | [ 8 ]  |
| 8.      | 2001. december 4.    | Lois Nadean Smith     | Fehér  | 61                    | 41                             | Oklahoma                     | Méreginjekció  | Megkínozta és lelőtte a fia korábbi barátnőjét, mert azt hitte, a lány fenyegeti a fiát. A fiú, Greg Smith életfogytiglani börtönbüntetést kapott a bűncselekményben való részvételéért. | A halálbüntetés ellenzői felemelték a szavukat, amiért az igazságszolgáltatás egy 60 év feletti nőt akart a halálba küldeni, ráadásul ő volt a harmadik asszony Oklahoma államban, akit ugyanabban az évben végeztek ki. Erre azóta sem volt példa az USA területén. Ez akkora port kavart, hogy egészen 2004-ig egyetlen nőt sem ítéltek halálra Oklahomában. (Abban az évben szeptember 22-én ítélték el Brenda Andrew-t, amiért lelőtte a férjét a szeretője segítségével. Azóta is siralomházban van.) | [ 9 ]  |
| 9.      | 2002. május 10.      | Lynda Lyon Block      | Fehér  | 54                    | 45                             | Alabama                      | Villamosszék   | Ő és élettársa, George Sibley Jr. halálosan megsebesítették Roger Lamar Motley rendőrjárőrt egy tűzharc során. | Mivel 2002 decembere óta a méreginjekció az állam hivatalos kivégzési módja, Lynda Lyon Block volt az utolsó személy Alabamában, akit villamosszékben végeztek ki. Sibley-t 2005. augusztus 4-én végezték ki, de őt már méreginjekcióval. | [ 10 ] |
| 10.     | 2002. október 9.     | Aileen Wuornos        | Fehér  | 46                    | 33-34                          | Florida                      | Méreginjekció  | Hét férfit lőtt le, miközben prostituáltként dolgozott floridai közutak mentén. Ötrendbeli gyilkosságért ítélték el, vagyis hivatalosan 1976 óta ő az egyetlen kivégzett női sorozatgyilkos az Egyesült Államokban. (Bár más női sorozatgyilkosokat is kivégeztek ebben az időszakban, őket többnyire csak egy-egy gyilkosságukért ítélték el.) | Azt állította, hogy az áldozatai megtámadták, és ő önvédelemből ölte meg őket, emiatt sokan kiálltak a nő kivégzése ellen. Ezt azonban kétségbe vonja az a tény, hogy kirabolta áldozatait, és többnek közülük az autóját is elvitte. | [ 11 ] |
| 11.     | 2005. szeptember 14. | Frances Newton        | Fekete | 40                    | 21                             | Texas                        | Méreginjekció  | Lelőtte a férjét és két gyermekét az életbiztosítási pénzért. | Sokan harcoltak Frances felmentéséért, és hitték, hogy ártatlan a gyilkosságokban, de ez erősen valószínűtlennek tűnik. | [ 12 ] |
| 12.     | 2010. szeptember 23. | Teresa Lewis          | Fehér  | 41                    | 33                             | Virginia                     | Méreginjekció  | Lelövette a férjét és a mostohafiát, hogy megszerezze az életbiztosítási pénzeket. | Mivel Teresa IQ-ja mindössze 77 pontos volt, egyesek megkérdőjelezték, hogy tudatában volt-e a cselekedeteinek, és hogy kivégezhető-e. Még tüntetésekre is sor került az asszony védelmében. Ám az ügy érintettjei egyet értenek abban, hogy az előre megfontolt kettős emberölést számító módon tervelte ki, és utána is folyamatosan hazudozott a nyomozóknak, illetve az áldozatok családtagjainak. | [ 13 ] |
| 13.     | 2013. június 26.     | Kimberly McCarthy     | Fekete | 52                    | 36                             | Texas                        | Méreginjekció  | Meggyilkolta és kirabolta a 71 éves szomszédját. Valószínűleg két másik idős asszonyt is ő ölt meg, de ezekkel a gyilkosságokkal nem vádolták meg. | Ő volt az ötszázadik kivégzett személy Texasban 1976 óta. | [ 14 ] |
| 14.     | 2014. február 5.     | Suzanne Basso         | Fehér  | 59                    | 44                             | Texas                        | Méreginjekció  | Barátai és saját fia segítségével hónapokig kínozta, és végül halálra verte a vőlegényét, egy 59 éves szellemi fogyatékos férfit. Így akarta rátenni a kezét az áldozat életbiztosítására. Basso neve felmerült egy korábbi élettársa 1997-es halálában is. | Néhányan sérelmezték, hogy a hattagú bandából egyedül az idős nőt végezték ki. Az ügy érintettjei azzal reagáltak, hogy a homályos múltú Basso manipulálta a fiát és közös barátaikat, és ha ő nem hatott volna rájuk, ők sem kerültek volna bele hasonló ügybe. Az asszony lánya azt nyilatkozta, hogy az anyja még a méreginjekciónál is sokkal súlyosabb büntetést érdemelne. | [ 15 ] |
| 15.     | 2014. szeptember 17. | Lisa Ann Coleman      | Fekete | 38                    | 28                             | Texas                        | Méreginjekció  | Hosszú időn át bántalmazta a leszbikus szeretője fiát, a szellemileg visszamaradott Davontae Williamst. A 9 éves, alultáplált kisfiú tüdőgyulladásba halt bele. | Az áldozat anyja, Marcella Williams életfogytiglani börtönbüntetést kapott. Bár tagadott minden részvétet a fia halálában, és azt állította, hogy Coleman megfélemlítette, az kétségtelen, hogy meg sem próbált segíteni rajta. | [ 16 ] |
| 16.     | 2015. szeptember 30. | Kelly Gissendaner     | Fehér  | 47                    | 28                             | Georgia                      | Méreginjekció  | Rávette a szeretőjét, Gregory Owent, hogy megölje a férjét. Miután Owen végzett az áldozattal, a nő segített neki eltüntetni a nyomokat. | A nő a börtönben megtért, lediplomázott, és aktív levelezést folytatott az Egyesült Államok több, megbecsült hitszónokával is, emiatt sokan tüntettek az ítélete enyhítése mellett. Gregory Owen életfogytiglani börtönbüntetést kapott, de azóta már kiszabadult. Azóta sem bocsátott meg Gissendanernek, és úgy érzi, a nő kihasználta őt. | [ 17 ] |
| 17.     | 2021. január 12.     | Lisa Marie Montgomery | Fehér  | 52                    | 36                             | Szövetségi kormány (Indiana) | Méreginjekció  | A kansasi illetőségű Lisa Montgomery 2004-ben egy chatszobában ismerkedett meg a Missouriban élő Bobbie Jo Stinnett kutyatenyésztővel. Montgomery akkoriban terhesnek hazudta magát, és egy kisbabára volt szüksége ahhoz, hogy ne derüljön fény az igazsága, mert akkor mind a négy gyermeke felügyeleti jogát volt férje kapta volna meg. Miután meg tudta, hogy Stinnett várandós, álnéven találkozót beszélt meg vele, és elment a nő otthonában. A helyszínen Montgomery megfojtotta a fiatal nőt, majd felvágta annak hasát és egy amatőr császármetszés során kivette a magzatot. Ezután hazavitte a kislányt kansasi otthonába, és sajátjaként mutatta be. Bobbie Jo Stinnett holttestére pár órával a bűncselekmény után a saját anyja talált rá. Mivel államokon átvívelő emberrablásról volt szó, a kezdettől fogva az FBI nyomozott az ügyben, és miután megvizsgálták Stinnett internetes előzményeit, már másnap letartóztatták Lisa Montgomery-t. | A nőt 2008-ban a szövetségi bíróság ítélte halálra, annak ellenére, hogy 1953. december 18-a óta nem hajtottak végre nő ellen halálos ítéletet szövetségi ítélet alapján. (Ezen a napon ültették villamosszékbe Bonnie Heady-t és egykori partnerét, Carl Hallt a hatéves Bobby Greenlease elrablásáért és meggyilkolásáért, miután váltságdíj formájában 600 000 USD-t zsaroltak ki a kisfiú szüleiből.) Montgomery kivégzését eredetileg 2020. december 8-ára tűzték ki, de a Covid-19 járvány miatti veszélyekre hivatkozva akkor elhalasztották az ítéletet. A vádlott ügyvédei elmezavarra, ún. álterhességre hivatkozva próbálták eltörölni az ítéletet, azonban fellebbezésüket elutasították. Montgomery lánya egy interjúban elmondta, elfogadta a bíróság döntését, és tudja, az anyja megérdemelte a halált. | [ 18 ] |
| 18.     | 2023. január 3.      | Amber McLaughlin      | Fehér  | 49                    | 30                             | Missouri                     | Méreginjekció  | McLaughlin, aki bűncselekmény idején még a Scott McLaughlin nevet használta, sokáig zaklatta, majd megölte egykori barátnőjét, az akkor 45 éves Beverly Guenthert. A nő holttestét később a Mississippi folyóban találták meg. | McLaughlin a börtönben megváltoztatta nemi identitását, így ő lett az első transznemű személy az Egyesült Államokban, akit kivégeztek. Jelenleg még két transznemű nő vár a kivégzésére. Skylar Preciosa Deleon (született John Jacobson, Jr.), az egykori gyerekszínész akkori barátnője, Jennifer Henderson segítségével ölt meg egy gazdag házaspárt, hogy eltulajdonítsa a hajójukat. Jessica Hann (született Jason Hann]] pedig két gyermeke meggyilkolása miatt kapott halálos ítéletet. Mindketten Kalifornia államban várnak a kivégzésükre, ahol 2006 óta moratórium van érvényben a halálos ítéletek végrehajtása ellen. | [ 19 ] |